# Casă de discuri virtuală
O casă de discuri virtuală (cunoscută și sub numele de casă de discuri online, netlabel, web label sau MP3 label) distribuie pe Internet muzică în format audio digital (în principal MP3 sau Ogg). O casă de discuri virtuală lucrează de obicei ca o casă de discuri obișnuită în producerea și promovarea proiectelor muzicale (cum sunt albumele sau compilațiile). Foarte puține case de discuri virtuale câștigă însă bani.
Diferența dintre o casă de discuri virtuală și o casă de discuri obișnuită este aceea că accentul se pune pe descărcarea gratuită a muzicii, spre deosebire de publicarea acesteia în mod fizic (sub formă de CD-uri, discuri de vinil sau DVD-uri) și vânzarea acestor produse. Foarte des muzica este publicată sub licențe care încurajează distribuirea ei în mod liber, cum ar fi licențele Creative Commons. Cu toate acestea însă, în general artiștii își păstrează drepturile de autor.

## Istoric
Grupurile de muzică online există încă de la începuturile istoriei calculatoarelor personale și au legături strânse cu scena demo (eng. demoscene) și jocurile video. La început, grupurile de muzică distribuiau muzica în format MOD, de obicei ca parte a unui disc muzical. Aceste discuri includeau adesea un cititor de fișiere MOD și însoțeau muzica cu efecte vizuale și informație în format text.
Casele de discuri virtuale au început să se despartă de scena tracker în momentul în care formatul MP3 a devenit popular, adică pe la sfârșitul anilor '90, dar majoritatea sunt încă dedicate muzicii electronice și genurilor înrudite. În prezent există sute de astfel de case de discuri.
Pionierii caselor de discuri virtuale îi includ pe Kosmic Free Music Foundation (sau Kosmic, 1991 - 1999), Five Musicians (sau FM, 1995 - 2000) și Tokyo Dawn Records (1997 - prezent).

## Cataloage de case de discuri și liste
- Colecția de case de discuri virtuale de la Arhiva Internet - Arhiva Internet oferă găzduire fișierelor caselor de discuri virtuale.
- Scene.org (ftp) - Colecție a aparițiilor fiecărei case de discuri (se aseamănă cu găzduirea pe care o oferă Arhiva Internet)
- Paginile aurii cu casele de discuri virtuale Arhivat în 9 februarie 2005, la Wayback Machine. - Listă detaliată a caselor de discuri virtuale și link-urile asociate.
- Lista de case de discuri virtuale Rowolo - Listă organizată atât alfabetic, cât și după gen.
- http://groups.yahoo.com/group/net_label_releases Grup Yahoo pentru aparițiile de la casele de discuri virtuale.
- Articol la Free Software Magazine despre case de discuri virtuale (mai 2005)